# Hydromanicus serubabel
Hydromanicus serubabel är en nattsländeart som beskrevs av Malicky och Chantaramongkol 1993. Hydromanicus serubabel ingår i släktet Hydromanicus och familjen ryssjenattsländor. Inga underarter finns listade i Catalogue of Life.